# Distretto di Yangoru-Saussia
Il distretto di Yangoru-Saussia (in inglese Yangoru-Saussia District) è un distretto della Papua Nuova Guinea appartenente alla provincia del Sepik Orientale. Ha una superficie di 2.660 km² e 42.000 abitanti (stima nel 2000)